# Jindřich Švehla
Jindřich Švehla (24. července 1922 – 27. října 2002[zdroj?]) byl televizní dramaturg a scenárista.

## Život
Po absolvování obchodní akademie v Praze nastoupil jako prokurista do semenářské firmy.[zdroj?] Po válce v roce 1947 začal studovat na Filosofické fakultě UK, odkud byl však v roce 1949 vyloučen, neboť odmítl vstoupit do KSČ.[zdroj?]
Byl členem Pěveckého sboru Čs. rozhlasu, současně začal vytvářet dramatizace povídek ze zahraničního tisku, z nichž některé byly přijaty do vysílání Čs. rozhlasu.[zdroj?] Povídku Čaj s citrónem zdramatizoval pro televizní vysílání a po jejím úspěšném odvysílání byl v roce 1966 přijat jako dramaturg v redakci zábavných pořadů Československé televize Praha, kde vedl zejména přípravu hlavních silvestrovských pořadů v letech 1967–1980.[zdroj?] Přivedl na obrazovku nový televizní žánr „mikrokomedie“ (Bohouš, Starý Burgunďan), zábavné seriály (Chalupáři) a byl autorem scénářů řady inscenací.
Souběžně byl dramaturgem Filmového studia Barrandov (Ženy v ofsajdu).